# Seznam poljskih slikarjev
Seznam poljskih slikarjev.

## A
- Marzena Ablewska Lech?
- Janusz Akermann
- Jankel Adler
- Tadeusz Ajdukiewicz
- Zygmunt Ajdukiewicz
- Kazimierz Alchimowicz
- Teodor Axentowicz

## B
- Antoni Maciej Babiński
- Marcello Bacciarelli (it.-polj.)
- Jan Bąkowski
- Sofia Baudouin de Courtenay (1889-1967) (rus.-poljska)
- Zdzisław Beksiński
- Bernardo Bellotto (it.-polj.)
- Lorenzo Bellotto (it.-polj.)
- Jan Betley
- Henryka Beyer
- Anna Bilińska-Bohdanowicz(owa)
- Izaak van den Blocke
- Włodzimierz Błocki
- Sasza Blonder (ukr./polj.-fr.)
- Anna Bogusz ?
- Krzysztof Boguszewski
- Wacław Borowski
- Tadeusz Boruta
- Olga Boznańska
- Konstanty Brandel
- Józef Brandt
- Antoni Brodowski
- Tadeusz Brzozowski

## C
- Stanisław Chlebowski
- Józef (Marian) Chełmoński
- Adam (Albert) Chmielowski
- Daniel Chodowiecki
- Jan Chwałczyk
- Leon Chwistek
- Tomasz Ciecierski
- Roman Cieślewicz
- Boleslaw Cybis
- Jan Cybis
- Florian Cynk
- Wladyslaw Czachorski
- Józef Czapski (1896-1993)
- Marcin Czarny
- Szymon Czechowicz
- Henryk Cześnik
- Tytus Czyzewski

## D
- Eugeniusz Dąbrowski
- Paweł Dadlez
- Stanisław Dębicki
- Jacek Dehnel
- Zbigniew Dłubak
- Andrzej Dłużniewski
- Jan Dobkowski
- Odo Dobrowolski (polj.-ukrajinski)
- Tommaso Dolabella
- Tadeusz Dominik
- Sixtus von Dzbanski
- Edward Dwurnik

## E
- Eugeniusz Eibisch (Eugène Ebiche) (1896-1987)
- Walery Eljasz-Radzikowski
- Henri Epstein (Jud)

## F
- Julian Fałat
- Wojciech Fangor
- Jerzy Fedkowicz
- Stanislaw Fijalkowski
- Franciszek z Sieradza
- Tadeusz Fuss-Kaden

## G
- Stanisław Gałek
- Wojciech Gerson
- Maria Gerson-Dąbrowska
- Stefan Gierowski
- Aleksander Gierymski
- Maksymilian Gierymski
- Jan Nepomucen Głowacki
- Wanda Gołkowska ?
- Jan Gotard
- Henryk Gotlib
- Leopold Gottlieb
- Maurycy Gottlieb
- Stanisław Grabowski
- Teodor Grott
- Artur Grottger
- Maria Gruza
- Aleksander Gryglewski
- Gustaw Gwozdecki

## H
- Jan (Józef) Haar
- Mikołaj Haberschrack (Nicolaus Haberschrack)
- Herman Han
- Zygmunt Haupt
- Karol Hiller
- Wlastimil Hofman (češ.-polj.)

## J
- Maria Jarema
- Józef Jarema
- Władysław Jarocki
- Bruno Jasieński

## K
- Ryszard Kaja
- Aleksander Kamiński
- Stanisław Kamocki
- Rajmund Kanelba
- Tadeusz Kantor (tudi gled. režiser ...)
- Leon Kaplinski
- Stanisława de Karłowska
- Alfons Karpiński
- Wincenty Kasprzycki
- Zdzisław Kępiński?
- Mojzesz Kisling (Moïse Kisling) (jud.-polj.-franc.)
- Erich Klossowski (polj./nem.-franc.)
- Marcin Kober
- Katarzyna Kobro
- Aleksander Kobzdej
- Roman Kochanowski
- Janusz Kokot
- Aleksander Kokular
- Janina Konarska
- Ludwik Konarzewski
- Lukasz Korolkiewicz
- Jerzy Kossak
- Juliusz Kossak
- Wojciech Kossak
- Franciszek Kostrzewski
- Aleksander Kotsis
- Edgar Kováts
- Jarosław Kozłowski
- Edward Krasiński
- Janina Kraupe-Swiderska
- Emil Krcha
- Jan Krieg
- Alfred Krupa (polj.-hrv.)
- Michalina Krzyżanowska
- Konrad Krzyżanowski
- Alexander(-re) Kucharsky/-i (polj.-fr.)
- Tadeusz Kuntze-Konicz
- Ewa Kuryluk
- Teofil Kwiatkowski

## L
- Andrzej Lachowicz
- Franciszek Ksawery Lampi
- Karol Larisch
- Konstanty Laszczka
- Ludwik de Laveaux
- Jan Lebenstein
- Franciszek Lekszycki
- Tamara de Lempicka
- Alfred Lenica
- Stanislaw Lentz
- Leon Lewkowicz
- Bronisław Wojciech Linke
- Wacław Lipiński
- Leopold Loeffler
- Krzysztof Lubieniecki
- Władysław Łuszczkiewicz

## M
- Tadeusz Makowski
- Zbigniew Makowski
- Jacek Malczewski
- Rafał Malczewski
- Wladyslaw Malecki
- (Kazimir Malevič : ukr.-ruski polj. rodu)
- Louis Marcoussis
- Adam Marczyński
- Jozef Marszewski
- Stanisław Masłowski
- Jan Maszkowski
- Jan Matejko /Jan Mateyko
- Andrzej Matuszewski
- Józef Mehoffer
- Zygmunt Menkes (1896-1986)
- Jakob Mertens
- Michał z Działdowa (Michael Pictorellus)
- Antoni Michalak
- Piotr Michałowski
- Andrzej Mierzejewski
- Jacek Mierzejewski
- Jerzy Mierzejewski
- Kazimierz Mikulski
- Augustyn Mirys
- Kazimierz Młodzianowski
- Tomasz Moczek
- Anton Moller
- Simon Mondzain (judovsko-poljsko-francoski)
- Jan Czesław Moniuszko
- Mela Muter (1876-1967; judovsko-poljsko-francoska)

## N
- Artur Nacht Samborski
- Tymon Niesiołowski
- Eligiusz Niewiadomski
- Nikifor
- Jan Piotr Norblin
- Cyprian Kamil Norwid
- Jan Nowak
- Jerzy Nowak
- Krzysztof Nowak
- Roman Nowak?
- Jerzy Nowosielski

## O
- Edward Okuń
- Antoni Oleszczyński
- Roman Opałka
- Aleksander Orłowski
- Martin Jan Ogrodnik
- Janusz Orbitowski
- Aleksander Orłowski
- Kazimierz Ostrowski

## P
- Teresa Pagowska
- Michelangelo Palloni
- Józef Pankiewicz (polj.-franc.)
- Andrzej Partum
- Włodzimierz Pawlak
- Henryk Piątkowski
- Antoni Piotrowski
- Barbara Piwarska (Barbara Ur)
- Andrzej Jan Piwarski
- Jan Feliks Piwarski
- Jan Bogumil Plersch
- Aleksander Płoczyński
- Michał Płoński
- Kasper Pochwalski
- Kazimierz Pochwalski
- Władysław Podkowiński
- Krzysztof Polkowski
- Stefan Popowski
- Piotr Potworowski
- Andrzej Pronaszko
- Zbigniew Pronaszko
- Tadeusz Pruszkowski (tudi film)
- Witold Pruszkowski

## R
- Zygmunt Radnicki
- Henryk Hipolit Rodakowski
- Jan Henryk Rosen
- Erna Rosenstein
- Jerzy Rosołowicz
- Stanisław Jakub Rostworowski
- Hanna Rudzka-Cybisowa
- Kanuty Rusiecki (polj.-litovski)
- Jan Rustem
- Ferdynand Ruszczyc
- Tadeusz Rybkowski
- Edward Rydz-Śmigły
- Czeslaw Rzepinski
- Wacław Seweryn Rzewuski

## S
- Stanisław Samostrzełnik
- Jan Sawka
- Martin Schoninck
- Alfred Schouppé
- Daniel Schultz
- Bruno Schulz
- Simon Segal (jud.-polj.-franc.)
- Efraim and Menasze Seidenbeutel
- Jacek Sempolinski
- Adam Setkowicz
- Tomasz Sętowski
- Kazimierz Sichulski
- Zygmunt Sidorowicz
- Henryk Siemiradzki
- Jacek Sempoliński
- Jozef Simmler
- Jerzy Skarżyński
- Władysław Skoczylas
- Ludomir Sleńdziński (1889-1980)
- Wincenty Sleńdziński (polj.-lit.)
- Franciszek Smuglewicz
- Marek Sobczyk
- Leszek Sobocki
- Kajetan Sosnowski
- Jan Spychalski
- Ryszard Sroczyński
- Kazimierz Stabrowski
- Piotr Stachiewicz
- Jerzy Stajuda
- Jan Stanisławski
- Jan Byk Franciszek Starowieyski
- Wojciech Korneli Stattler
- Henryk Stażewski (1894-1988)
- Andrzej Stech
- Kajetan Stefanowicz
- Jonasz Stern
- Bartlomiej Strobel
- Jacek Stryjenski
- Zofia Stryjeńska
- Janusz Strzałecki
- Władysław Strzemiński
- Wit Stwosz
- Adam Styka (fr., ZDA)
- Jan Styka (>>Fr.)
- Tadeusz Styka (ZDA)
- January Suchodolski

## Š
- Felicjan Szczesny Kowarski
- Henryk Szczygliński
- Jozef Szermentowski
- Stanislav Szukalski
- Wacław Szymanowski
- Jerzy Eleuter Szymonowicz-Siemiginowski

## Ś
- Elina Ślesińska
- Władysław Ślewiński
- Andrzej Śramkiewicz
- Kazimierz Śramkiewicz

## T
- Czesław Tański
- Jan Tarasin
- Tomasz Tatarczyk
- Wlodzimierz Tetmajer
- Jadwiga Tetmajer-Naimska
- Jerzy Tchorzewski
- Kazimierz Tomorowicz
- Jan Tricius
- Wincenty Trojanowski

## U
- Bohdan Urbanowicz

## V
- Zygmunt Vogel

## W
- Andrzej Wajda
- Zygmunt Waliszewski
- Jacek Waltos
- Wladyslaw Wankie
- Walenty Wankowicz
- Waclaw Wasowicz
- Czeslaw Wdowiszewski
- Joachim Weingart(en) (Jud)
- Wojciech Stanisław Weiss (Wojciech Weiss)
- Elisabeth Wierzbicka Wela
- Jakub Wessel
- Konrad Winkler
- Mikołaj Wisznicki?
- Stanisław Witkiewicz  (1851-1915)
- Stanisław Ignacy Witkiewicz - Witkacy
- Romuald Kamil Witkowski
- Wincenty Wodzinowski
- Kazimierz Wojniakowski
- Witold Wojtkiewicz
- Andrzej Wróblewski
- Leon Wyczółkowski
- Jan Wydra
- Feliks Michał Wygrzywalski
- Stanisław Wyspiański
- Stanisław Ignacy Witkiewicz

## Z
- Marcin Zaleski
- Jan Zamoyski
- Wojciech Zubala

## Ž
- Eugeniusz Żak
- Franciszek Żmurko